# 宮地厳夫
宮地 厳夫（みやじ いずお、弘化4年9月3日（1847年10月11日） - 大正7年（1918年）6月15日）は、幕末から大正期にかけて活動した神職である。伊勢神宮禰宜、官幣大社枚岡神社少宮司、宮内省式部官兼主席掌典を歴任した。宮中・神社にかかわる諸儀礼を担当した。幼名は竹馬。その後、功、太左衛門と改名して、20歳頃の名前である厳夫（嚴夫）が最終的な本名となった。また、忠玄・方全・東嶽の号を有したほか、屋号として剣の屋・玉廼舎、筆名として玉の屋の主人・東嶽眞逸・東嶽童子・東嶽居士を名乗った。

## 生い立ち・経歴
弘化4年（3年とも）9月3日（1847年10月11日）、土佐国高知城下小高坂河原町（現：高知市桜馬場・ 小津町）に生まれた。武士・手嶋俊蔵（増魚）の三男であった。厳夫の幼年期、手嶋家は長岡郡国府村に移り、長男・大長が医業で家計を支えた。一方で、厳夫は医学ではなく皇学を志し、売薬行商をしながら、藩校・致道館に通った。15歳で高知八幡宮宮地家の養子となり、土佐藩士として、土佐藩中老の山内右近に奉公した。江戸にのぼったのち平田盛胤・伊藤祐命のもとで国学や有職故実を学び、後に土佐藩仕置役の由比猪内に仕えて、同時期には土佐勤王党との関わりを持った。
明治期には異宗者説諭掛として高知藩預けの浦上キリシタンの改宗などを担当した。明治5年（1872年）には東京に転属し、教部省の所属となった。明治6年（1873年）に伊勢神宮主典及び神宮教院所属の教導職となった。明治7年（1875年）には平岡神社少宮司となった。明治9年（1876年）に伊勢神宮禰宜となったが、翌年には神宮を依願退職し、高知県において神宮教会所属の教導職となった。1878年（明治11年）には神宮教院教長代理心得となり、神宮教院高知県教会の事務を全委任された。1886年（明治19年）には神宮教の弁理兼教務課長となり、1888年（明治21年）には宮内省式部職掌典となった。その後、省内において、帝室礼式取調掛・雅楽部副長心得・雅楽部長・内務省神社祭式行事作法調査嘱託及び神社調査員・大礼使事務官などの役職を兼務した。大正7年（1918年）に式部官として従四位となった。同年6月15日に死去。